# Fussballclub Sankt Gallen 1879 2003-2004
Questa voce raccoglie le informazioni riguardanti il Fussballclub Sankt Gallen 1879 nelle competizioni ufficiali della stagione 2003-2004.

## Stagione
Nella stagione 2003-2004 il San Gallo, allenato da Heinz Peischl, concluse il campionato di Super League al 5º posto.

## Rosa
| N. |                                | Ruolo | Calciatore         |
| -- | ------------------------------ | ----- | ------------------ |
| 1  | Italia (bandiera)              | P     | Stefano Razzetti   |
| 2  | Svizzera (bandiera)            | D     | Marc Zellweger     |
| 4  | Svizzera (bandiera)            | D     | Stefan Wolf        |
| 5  | Svizzera (bandiera)            | D     | Mijat Marić        |
| 6  | Svizzera (bandiera)            | D     | Thomas Balmer      |
| 7  | Serbia e Montenegro (bandiera) | A     | Ivan Stefanović    |
| 8  | Canada (bandiera)              | C     | Daniel Imhof       |
| 9  | Brasile (bandiera)             | A     | Naldo              |
| 10 | Svizzera (bandiera)            | C     | Bruno Sutter       |
| 11 | Ghana (bandiera)               | A     | Alex Tachie-Mensah |
| 12 | Svizzera (bandiera)            | C     | David Marazzi      |
| 13 | Italia (bandiera)              | C     | Salvatore Calo     |
| 14 | Svizzera (bandiera)            | C     | Stephan Oberli     |

| N. |                     | Ruolo | Calciatore          |
| -- | ------------------- | ----- | ------------------- |
| 15 | Svizzera (bandiera) | D     | Pascal Jenny        |
| 16 | Nigeria (bandiera)  | C     | Henry Ekubo         |
| 17 | Svizzera (bandiera) | C     | Tranquillo Barnetta |
| 18 | Svizzera (bandiera) | P     | Flavio Agosti       |
| 19 | Svizzera (bandiera) | A     | Christoph Bättig    |
| 20 | Brasile (bandiera)  | C     | Jairo               |
| 21 | Svizzera (bandiera) | C     | Dusan Pavlovic      |
| 22 | Svizzera (bandiera) | A     | Moreno Merenda      |
| 23 | Svizzera (bandiera) | D     | Dominique Longo     |
| 24 | Francia (bandiera)  | D     | Mounir Soufiani     |
| 25 | Brasile (bandiera)  | C     | Bruno Lazaroni      |
|    | Svizzera (bandiera) | P     | Javier Crespo       |

## Organigramma societario
Area tecnica
- Allenatore: Heinz Peischl
- Allenatore in seconda: Werner Zünd
- Preparatore dei portieri:
- Preparatori atletici:

## Calciomercato

### Sessione estiva
| Acquisti | Acquisti         | Acquisti    | Acquisti |
| R.       | Nome             | da          | Modalità |
| -------- | ---------------- | ----------- | -------- |
| D        | Thomas Balmer    | Wil         |          |
| A        | Christoph Bättig | Sciaffusa   |          |
| P        | Javier Crespo    | Kreuzlingen |          |
| C        | Henry Ekubo      | Kriens      |          |
| C        | David Marazzi    | Losanna     |          |
| D        | Mijat Marić      | Lugano      |          |
| A        | Naldo            | Lucerna     |          |
| C        | Dusan Pavlovic   | Wil         |          |
| C        | Bruno Sutter     | Wil         |          |
| D        | Marc Zellweger   | Wil         |          |

| Cessioni | Cessioni          | Cessioni          | Cessioni |
| R.       | Nome              | a                 | Modalità |
| -------- | ----------------- | ----------------- | -------- |
| C        | Jan Berger        | Příbram           |          |
| A        | Olivier Boumelaha | La Chaux-de-Fonds |          |
| C        | Ralph Bühler      | Gossau            |          |
| D        | Carlos Chaile     | FC Superfund      |          |
| D        | Ivan dal Santo    | Zurigo            |          |
| A        | Ionel Gane        | Grasshoppers      |          |
| C        | Leo Lerinc        | Ciudad de Murcia  |          |
| D        | Oscar Tato        | Concordia Basilea |          |
| C        | Daniel Senn       | Sciaffusa         |          |
| A        | Vincenzo Zinna    | Altach            |          |

### Sessione invernale
| Acquisti | Acquisti        | Acquisti      | Acquisti |
| R.       | Nome            | da            | Modalità |
| -------- | --------------- | ------------- | -------- |
| C        | Bruno Lazaroni  | Vasco da Gama |          |
| D        | Mounir Soufiani | Laval         |          |

| Cessioni | Cessioni | Cessioni | Cessioni |
| R.       | Nome     | a        | Modalità |
| -------- | -------- | -------- | -------- |

## Risultati

### Super League

#### Prima fase, girone di andata
| Arbitro: | Rogalla |

|                   |           |                                              |
| Tachie-Mensah 40’ | Marcatori | 8’, 15’ Chapuisat 32’ Leandro 84’ Vonlanthen |

| Arbitro: | Meier |

|                      |           |  |
| Griffiths 5’ Rey 88’ | Marcatori |  |

| San Gallo 26 luglio 2003, ore 19:30 CEST 3ª giornata | San Gallo | 0 – 0 referto | Aarau | Stadio Espenmoos (8 500 spett.)\| Arbitro: \| Bertolini \| |
| Arbitro:                                             | Bertolini |               |       |                                                            |

| Arbitro: | Wildhaber |

|                    |           |                               |
| Petrosyan 63’, 89’ | Marcatori | 11’, 78’ (rig.) Tachie-Mensah |

| Arbitro: | Nobs |

|                   |           |          |
| Tachie-Mensah 50’ | Marcatori | 33’ Rama |

| Arbitro: | Laperrière |

|               |           |                                           |
| Zambrella 90’ | Marcatori | 7’ Barnetta 68’ Tachie-Mensah 90’ Merenda |

| Arbitro: | Circhetta |

|           |           |                     |
| Naldo 37’ | Marcatori | 33’ Núñez 38’ Magro |

| Arbitro: | Rutz |

|                                                              |           |             |
| Pavlovic 15’ Tachie-Mensah 67’ (rig.) Barnetta 68’ Jenny 72’ | Marcatori | 82’ Rogério |

| Arbitro: | Wildhaber |

|                                           |           |               |
| Huggel 56’ Yakın 67’ Tum 70’ Streller 72’ | Marcatori | 63’ Zellweger |

#### Prima fase, girone di ritorno
| Berna 14 settembre 2003, ore 16:15 CEST 10ª giornata | Young Boys | 0 – 0 referto | San Gallo | Stadio Wankdorf (6 800 spett.)\| Arbitro: \| Busacca \| |
| Arbitro:                                             | Busacca    |               |           |                                                         |

| Arbitro: | Bertolini |

|                                    |           |            |
| Merenda 60’ Tachie-Mensah 62’, 72’ | Marcatori | 32’ M'Futi |

| Arbitro: | Circhetta |

|                               |           |                   |
| Tcheutchoua 3’ Bieli 18’, 27’ | Marcatori | 55’ Tachie-Mensah |

| Arbitro: | Etter |

|                               |           |             |
| Tachie-Mensah 46’ Merenda 70’ | Marcatori | 66’ Bastida |

| Arbitro: | Petignat |

|            |           |          |
| Gerber 60’ | Marcatori | 90’ Wolf |

| Arbitro: | Salm |

|            |           |  |
| Sutter 69’ | Marcatori |  |

| Arbitro: | Circhetta |

|                                                              |           |                              |
| Spycher 16’ Gane 19’ Núñez 34’ (rig.) Eduardo 45’ Petrić 64’ | Marcatori | 42’ Tachie-Mensah 57’ Balmer |

| Arbitro: | Rogalla |

|                         |           |  |
| Rosemir 89’ Mordeku 90’ | Marcatori |  |

| Arbitro: | Meier |

|             |           |                          |
| Merenda 45’ | Marcatori | 13’ Tum 60’ Chipperfield |

#### Seconda fase, girone di andata
| Arbitro: | Etter |

|                              |           |             |
| Kader 51’ Zambrella 70’, 85’ | Marcatori | 90’ Merenda |

| Arbitro: | Meier |

|                   |           |                               |
| Sutter 43’ (rig.) | Marcatori | 7’, 22’ Leandro 53’ Chapuisat |

| Arbitro: | Nobs |

|                    |           |                   |
| Gane 23’, 50’, 73’ | Marcatori | 38’, 90’ Barnetta |

| Arbitro: | Rogalla |

|          |           |            |
| Wolf 20’ | Marcatori | 43’ Huggel |

| Arbitro: | Busacca |

|                                                  |           |             |
| Soufiani 17’ Tachie-Mensah 65’ (rig.) Sutter 76’ | Marcatori | 7’ Portillo |

| Arbitro: | Kever |

|                            |           |                                     |
| Lustrinelli 36’ Sinani 60’ | Marcatori | 16’, 74’ Barnetta 68’ Tachie-Mensah |

| Arbitro: | Einwaller |

|             |           |                         |
| Merenda 72’ | Marcatori | 27’, 90’ Muff 88’ Gygax |

| Arbitro: | Leuba |

|                                        |           |  |
| Citko 27’ (rig.) Seoane 38’ Varela 90’ | Marcatori |  |

| Arbitro: | Etter |

|                                          |           |  |
| Wolf 4’ Tachie-Mensah 31’, 77’ Jairo 41’ | Marcatori |  |

#### Seconda fase, girone di ritorno
| Arbitro: | Bertolini |

|  |           |                       |
|  | Marcatori | 15’ Merenda 79’ Jairo |

| Arbitro: | Petignat |

|                     |           |  |
| Marić 24’ Jairo 87’ | Marcatori |  |

| Arbitro: | Busacca |

|                         |           |                          |
| Yasar 59’ Schneider 87’ | Marcatori | 21’ Merenda 45’ Barnetta |

| Arbitro: | Salm |

|                       |           |            |
| Imhof 64’ Merenda 74’ | Marcatori | 18’ Hodžić |

| Arbitro: | Laperrière |

|  |           |             |
|  | Marcatori | 73’ Merenda |

| Basilea 8 maggio 2004, ore 19:30 CEST 33ª giornata | Basilea | 0 – 0 referto | San Gallo | St. Jakob-Park (25 403 spett.)\| Arbitro: \| Meier \| |
| Arbitro:                                           | Meier   |               |           |                                                       |

| Arbitro: | Wildhaber |

|                              |           |           |
| Sutter 47’ Tachie-Mensah 51’ | Marcatori | 16’ Núñez |

| Arbitro: | Petignat |

|                        |           |           |
| Magnin 65’ Eugster 73’ | Marcatori | 77’ Naldo |

| Arbitro: | Rutz |

|                                |           |  |
| Pavlovic 29’ Tachie-Mensah 57’ | Marcatori |  |

## Statistiche

### Statistiche di squadra
| Competizione | Punti | In casa | In casa | In casa | In casa | In casa | In casa | In trasferta | In trasferta | In trasferta | In trasferta | In trasferta | In trasferta | Totale | Totale | Totale | Totale | Totale | Totale | DR |
| Competizione | Punti | G       | V       | N       | P       | Gf      | Gs      | G            | V            | N            | P            | Gf           | Gs           | G      | V      | N      | P      | Gf     | Gs     | DR |
| ------------ | ----- | ------- | ------- | ------- | ------- | ------- | ------- | ------------ | ------------ | ------------ | ------------ | ------------ | ------------ | ------ | ------ | ------ | ------ | ------ | ------ | -- |
| Super League | 50    | 18      | 10      | 3       | 5       | 32      | 22      | 18           | 4            | 5            | 9            | 22           | 35           | 36     | 14     | 8      | 14     | 54     | 57     | -3 |
| Totale       | 50    | 18      | 10      | 3       | 5       | 32      | 22      | 18           | 4            | 5            | 9            | 22           | 35           | 36     | 14     | 8      | 14     | 54     | 57     | -3 |

### Andamento in campionato
| Giornata  | 1  | 2  | 3 | 4 | 5 | 6 | 7 | 8 | 9 | 10 | 11 | 12 | 13 | 14 | 15 | 16 | 17 | 18 | 19 | 20 | 21 | 22 | 23 | 24 | 25 | 26 | 27 | 28 | 29 | 30 | 31 | 32 | 33 | 34 | 35 | 36 |
| --------- | -- | -- | - | - | - | - | - | - | - | -- | -- | -- | -- | -- | -- | -- | -- | -- | -- | -- | -- | -- | -- | -- | -- | -- | -- | -- | -- | -- | -- | -- | -- | -- | -- | -- |
| Luogo     | C  | T  | C | T | C | T | C | C | T | T  | C  | T  | C  | T  | C  | T  | T  | C  | T  | C  | T  | C  | C  | T  | C  | T  | C  | T  | C  | T  | C  | T  | T  | C  | T  | C  |
| Risultato | P  | P  | N | N | N | V | P | V | P | N  | V  | P  | V  | N  | V  | P  | P  | P  | P  | P  | P  | N  | V  | V  | P  | P  | V  | V  | V  | N  | V  | V  | N  | V  | P  | V  |
| Posizione | 10 | 10 | 9 | 8 | 8 | 7 | 7 | 7 | 7 | 6  | 6  | 7  | 5  | 5  | 5  | 5  | 5  | 6  | 7  | 8  | 9  | 8  | 8  | 7  | 7  | 8  | 7  | 7  | 6  | 5  | 4  | 4  | 4  | 4  | 5  | 5  |

Legenda:

Luogo: C = Casa; T = Trasferta. Risultato: V = Vittoria; N = Pareggio; P = Sconfitta.

### Statistiche dei giocatori
| F. Agosti        | 1  | 0  | 0 | 0 |
| T. Balmer        | 25 | 1  | 3 | 0 |
| T. Barnetta      | 30 | 7  | 5 | 1 |
| C. Bättig        | 8  | 0  | 0 | 0 |
| S. Calo          | 9  | 0  | 0 | 0 |
| J. Crespo        | 0  | 0  | 0 | 0 |
| H. Ekubo         | 15 | 0  | 2 | 0 |
| D. Imhof         | 34 | 1  | 6 | 0 |
| J. Jairo         | 9  | 3  | 1 | 1 |
| P. Jenny         | 33 | 1  | 8 | 0 |
| B. Lazaroni      | 10 | 0  | 1 | 1 |
| D. Longo         | 4  | 0  | 0 | 0 |
| D. Marazzi       | 20 | 0  | 2 | 0 |
| M. Marić         | 24 | 1  | 3 | 0 |
| M. Merenda       | 32 | 10 | 3 | 0 |
| N. Naldo         | 29 | 2  | 4 | 1 |
| S. Oberli        | 0  | 0  | 0 | 0 |
| D. Pavlovic      | 28 | 2  | 1 | 1 |
| S. Razzetti      | 35 | 0  | 3 | 1 |
| M. Soufiani      | 8  | 1  | 3 | 0 |
| I. Stefanović    | 0  | 0  | 0 | 0 |
| B. Sutter        | 32 | 4  | 3 | 0 |
| A. Tachie-Mensah | 35 | 17 | 8 | 0 |
| S. Wolf          | 34 | 3  | 6 | 0 |
| M. Zellweger     | 33 | 1  | 9 | 0 |